# Sergio Pellissier
Sergio Pellissier (Aosta, 12 de abril de 1979) é um ex-futebolista italiano que atuou como atacante. Fez sua carreira no Chievo Verona.
Pellissier começou sua carreira nas categorias de base do Torino, disputando uma partida como profissional em 1996. Foi para o Varese em 1998 e se transferiu para o Chievo em 2000. Ficou no Spal, por empréstimo, até 2002, voltando para o clube de Verona.
Após cinco anos ininterruptos, se tornou o capitão da equipe. Pellissier disputou a Copa da UEFA, a Liga dos Campeões da UEFA e também permaneceu após o rebaixamento da equipe para a Serie B. Com recordes históricos dentro do clube é considerado um dos maiores ídolos do Mussi volanti. O jogador já defendeu a seleção italiana por cinco oportunidades na categoria sub-17 e também atuou e marcou uma vez pela equipe principal.

## Carreira

### Primeiros anos
Começou sua carreira profissional numa equipe da Serie B, o Torino, jogando apenas uma partida no campeonato nacional na esquadra de Turim durante o tempo que ficou lá, entre 1996 e 1998. No último ano, porém, participou da conquista do Torneo di Viareggio, um campeonato sub-21.[carece de fontes?] Se transferiu para a equipe da terceira divisão do futebol italiano, o Varese, em setembro, e no time disputou 53 partidas e marcou nove gols. Em 2000, se transferiu para o ChievoVerona e, em seu primeiro ano, foi emprestado para a equipe de Ferrara, o Spal, e no time ferrarense, em duas temporadas, fez 17 gols ao longo das 44 vezes em que jogou.

### Chievo
Voltou para o Bentegodi na temporada 2002–03, fazendo sua estreia na Serie A em 22 de setembro de 2002, quando jogou 46 minutos da partida que terminou 2 a 1 a favor do Brescia. Em 3 de novembro do mesmo ano, Pellissier entrou aos 63 minutos, substituindo Luigi Beghetto, e marcou, nos acréscimos, pelo clube seu primeiro gol, o único da partida e o que deu a vitória contra o Parma. Ainda nessa temporada, disputou 24 jogos pelo campeonato nacional e marcou mais quatro gols, sendo dois deles em partidas consecutivas; contra o Piacenza, na 14ª rodada, e contra o Como, na 15ª rodada. Entrou como um substituto de Massimo Marazzina aos 79 minutos na partida de volta da Copa da UEFA de 2002–03 contra o Crvena Zvezda.
Na temporada seguinte, Pellissier, em 27 aparições, só conseguiu marcar três vezes, embora dois desses gols tenham sido convertidos no mesmo jogo e dado a vitória por 2 a 1 contra o Siena. Na temporada 2004–05 melhorou, marcando sete gols em 34 jogos, embora o mesmo não tenha acontecido com o Chievo, que em 2003–04 terminou em nono, mas ficou na 15ª posição na 2004–05.[carece de fontes?]
Ele teve uma contribuição significativa para a campanha de 2005–06 do Chievo, marcando, em 34 partidas, treze dos 54 gols da equipe na liga, tendo feito dois gols em duas ocasiões: contra o Lecce e o Reggina. A temporada foi uma das mais importantes, e com ajuda do escândalo Calciopoli, o Chievo terminou em 4º lugar devido a retirada de pontos de outras equipes e se qualificou para a Liga dos Campeões da UEFA de 2006-07.[carece de fontes?]
No entanto, eles foram eliminados pelos campeões búlgaros, o Levski Sofia, após um 2 a 0 e um 2 a 2 onde Pellissier disputou ambas partidas e não marcou nenhum gol. O Chievo também foi eliminado da Copa da UEFA pelo Braga após duas partidas onde Pellissier não foi escalado nem para o banco de reservas. Pelo campeonato nacional, Pellissier marcou nove gols durante as 36 partidas que disputou e foi eleito o melhor jogador da equipe na temporada pelos torcedores, porém, na última partida, o Chievo foi rebaixado à Serie B pela primeira vez.
Pellissier optou por permanecer com o Chievo apesar de seu rebaixamento. A ele foi dado a braçadeira de capitão, e ele fora o líder da campanha que fez o Chievo retornar a Serie A.[carece de fontes?] Com um time consistente durante toda a temporada 2007–2008 na Serie B o Chievo tornou-se campeão, com Pellissier na melhor fase de sua carreira, marcando, em 37 partidas, 22 gols no ano, o que fez com que ultrapassasse Cerbone que marcou 20 em 1996–1997 para se tornar o jogador da equipe que mais marcou gols em uma temporada.
O retorno à Serie A do futebol italiano marcou também algumas especulações, como uma provável negociação com a Lazio Permaneceu nos Clivensis na temporada 2008–2009 começando a temporada mal. Com apenas três gols marcados, Pellissier não estava atuando bem, mas com a chegada de Domenico Di Carlo, tornou-se o homem-gol da equipe de Verona. Pellissier fez uma extraordinária temporada chegando ao top 10 da artilharia nesta época, tendo marcado dois gols contra a Lazio em 15 de março, que deram a vitória pelo placar de 3 a 0 (o outro foi de Erjon Bogdani), em pleno Estádio Olímpico de Roma, outros dois na vitória frente ao Siena e ainda um hat-trick na Juventus, no empate em 3 a 3.
Se manteve regular e marcou 11 gols em 35 partidas tanto na temporada 2009–10 quanto na 2010–11. Em 6 de fevereiro de 2011, Sergio Pellissier atingiu a marca de 300 jogos defendendo o mesmo clube, o ChievoVerona. Na vitória de 2 a 1, numa partida contra o Novara, em 2 de fevereiro de 2012, Pellissier, marcou, aos 33 minutos, seu centésimo gol defendendo a equipe. Ao fim da temporada 2011–12, havia marcado oito gols, número que diminuiu em 2012–13 quando marcou apenas 5 vezes, embora tenha jogado apenas 24 nessa última em contrapartida com os 35 anteriores. Em 2013, renovou o contrato com o Chievo por mais dois anos.
Nas temporadas seguintes, acumulou algumas lesões, junto a sua idade mais avançada, ficando no banco de reservas e entrando no decorrer das partidas . Atingiu sua marca de 400 jogos pelo Chievo  na temporada 2014/2015 na Coppa Italia contra o Pescara, com a derrota de 1 a 0.
No dia 11 de dezembro de 2016, Pellissier marcou seu centésimo gol na Serie A, fora de casa contra o Palermo, numa vitória de 2 a 0.

## Seleção nacional
Pellissier foi convocado para a seleção italiana sub-17 cinco vezes. Disputou partidas contra Croácia, Grécia, Polônia, Israel e Rússia em 28 e 29 abril, 1, 3 e 4 de maio de 1997, respectivamente. A Itália venceu todas as partidas, com os placares 3 a 1, 4 a 1, 1 a 0, 1 a 0 e 6 a 2, respectivamente. No entanto, ele não marcou nenhum gol.
Pelo desempenho na temporada 2008–2009, Pellissier foi convocado para a seleção principal da Itália, pelo então treinador Marcello Lippi para disputar uma partida contra a Irlanda do Norte. Nesse jogo, marcou seu primeiro gol pela azzurra, o último na vitória por 3 a 0. Ele entrou aos 62 minutos de jogo, substituindo Giampaolo Pazzini e marcou aos 73 minutos.
| “ | É um sonho tornado realidade. A azzurra é a cereja no topo do bolo de uma temporada extraordinária. Mas o mérito não é meu, mas todo do Chievo. | ” |

## Estatísticas
Atualizado até 23 de julho de 2017.

### Clube
| Clube        | Temporada | Campeonato nacional[a] | Campeonato nacional[a] | Copa nacional[b] | Copa nacional[b] | Campeonato europeu[c] | Campeonato europeu[c] | Total | Total |
| Clube        | Temporada | Jogos                  | Gols                   | Jogos            | Gols             | Jogos                 | Gols                  | Jogos | Gols  |
| ------------ | --------- | ---------------------- | ---------------------- | ---------------- | ---------------- | --------------------- | --------------------- | ----- | ----- |
| Torino       | 1996–97   | 1                      | 0                      | 0                | 0                | —                     | —                     | 1     | 0     |
| Torino       | 1997–98   | 0                      | 0                      | 0                | 0                | —                     | —                     | 0     | 0     |
| Torino       | 1998      | 0                      | 0                      | 0                | 0                | —                     | —                     | 0     | 0     |
| Total        | Total     | 1                      | 0                      | 0                | 0                | —                     | —                     | 1     | 0     |
| Varese       | 1998–99   | 27                     | 4                      | 0                | 0                | —                     | —                     | 26    | 4     |
| Varese       | 1999–00   | 26                     | 5                      | 0                | 0                | —                     | —                     | 26    | 25    |
| Total        | Total     | 53                     | 9                      | 0                | 0                | —                     | —                     | 53    | 9     |
| ChievoVerona | 2000      | 0                      | 0                      | 0                | 0                | —                     | —                     | 0     | 0     |
| Total        | Total     | 0                      | 0                      | 0                | 0                | —                     | —                     | 0     | 0     |
| Spal         | 2001      | 14                     | 3                      | —                | —                | —                     | —                     | 14    | 3     |
| Spal         | 2001–02   | 30                     | 14                     | 0                | 0                | —                     | —                     | 30    | 14    |
| Total        | Total     | 44                     | 17                     | 0                | 0                | —                     | —                     | 44    | 17    |
| ChievoVerona | 2002–03   | 25                     | 5                      | 4                | 0                | 1                     | 0                     | 30    | 5     |
| ChievoVerona | 2003–04   | 27                     | 3                      | 1                | 0                | —                     | —                     | 28    | 3     |
| ChievoVerona | 2004–05   | 34                     | 7                      | 0                | 0                | —                     | —                     | 34    | 7     |
| ChievoVerona | 2005–06   | 34                     | 13                     | 2                | 0                | —                     | —                     | 36    | 13    |
| ChievoVerona | 2006–07   | 36                     | 9                      | 0                | 0                | 2                     | 0                     | 38    | 9     |
| ChievoVerona | 2007–08   | 37                     | 22                     | 1                | 0                | —                     | —                     | 38    | 22    |
| ChievoVerona | 2008–09   | 38                     | 13                     | 1                | 1                | —                     | —                     | 39    | 14    |
| ChievoVerona | 2009–10   | 35                     | 11                     | 1                | 1                | —                     | —                     | 36    | 12    |
| ChievoVerona | 2010–11   | 35                     | 11                     | —                | —                | —                     | —                     | 35    | 11    |
| ChievoVerona | 2011–12   | 35                     | 8                      | 1                | 0                | —                     | —                     | 36    | 8     |
| ChievoVerona | 2012–13   | 24                     | 5                      | 1                | 1                | —                     | —                     | 25    | 5     |
| ChievoVerona | 2013–14   | 22                     | 2                      | 1                | 0                | —                     | —                     | 23    | 2     |
| ChievoVerona | 2014–15   | 27                     | 7                      | 1                | 0                | —                     | —                     | 28    | 7     |
| ChievoVerona | 2015–16   | 19                     | 5                      | 1                | 0                | —                     | —                     | 20    | 5     |
| ChievoVerona | 2016–17   | 30                     | 9                      | 1                | 1                | —                     | —                     | 30    | 10    |
| ChievoVerona | 2017–18   | 0                      | 0                      | 0                | 0                | —                     | —                     | 16    | 1     |
| Total        | Total     | 423                    | 130                    | 16               | 4                | 3                     | 0                     | 442   | 134   |
| Total        | Total     | 520                    | 156                    | 16               | 4                | 2                     | 0                     | 538   | 160   |

- a. ^ Inclui jogos da Serie A, Serie B e Serie C1.
- b. ^ Inclui jogos da Coppa Italia e Coppa Italia Lega Pro.
- c. ^ Inclui jogos da Liga dos Campeões da UEFA e Copa da UEFA.

### Seleção
| # | Data               | Local                         | Oponente         | Placar | Gols | Competição    |
| - | ------------------ | ----------------------------- | ---------------- | ------ | ---- | ------------- |
| 1 | 6 de junho de 2009 | Arena Garibaldi, Pisa, Itália | Irlanda do Norte | 3–0    | 1    | Jogo amistoso |

## Títulos
Torino
- Torneo di Viareggio: 1998

 ChievoVerona
- Campeonato Italiano Serie B: 2007–2008